# 용골자리 V382
용골자리 V382(영어: V382 Carinae) 또는 용골자리 x는 용골자리에 있는 분광형 G의 황색 극대거성이다. 이 별은 밝기가 작은 폭에서 변하는 변광성으로 평균 겉보기 등급은 +3.93이다. 변광성 일반 목록(General Catalogue of Variable Stars)에는 이 별을 세페우스자리 델타형 변광성으로 분류하고 있으나 현재까지의 연구 결과 그렇지 않은 것으로 보인다. 변광주기가 약 556일이라는 주장이 나온 적이 있으나 실제 밝기변화 간격은 정확히 규칙적이지는 않다. 지구로부터 약 8,900 광년 떨어져 있으며 반지름은 태양의 약 700배이다.
이 별은 밤하늘에 보이는 항성들 중 제일 밝은 황색 극대거성으로 카시오페이아자리 로보다 밝아 맨눈으로 쉽게 볼 수 있다. 다만 천구 위치상 북반구에서 이 별을 볼 수 있는 곳은 그리 많지 않다. 스펙트럼에서 적외선 초과 현상이 관측되어 적색 초거성으로 부푸는 과정에 있는 것으로 추정되는데 이는 타 황색 극대 거성들이 보통 쭈그러들면서 표면온도가 올라가는 것에 비해 드문 사례이다.